# Kohlensäuremaischung
Die Kohlensäuremaischung (französisch: macération carbonique) ist ein önologisches Verfahren zur Rotweingewinnung. Im Beaujolais findet diese Methode meist zur Erzeugung des Beaujolais Primeur Verwendung.

## Technologie und Stoffwechsel
Bei der Kohlensäuremaischung wird das möglichst unverletzte Lesegut – kein Entrappen, kein Zerquetschen – als ganze Traube in das Gärbehältnis eingelagert. Dies erfordert Handlese und schonenden Transport sowie schonendes Umlagern. Das Behältnis wird unter CO2-Schutzgas gestellt, um das Produkt vor Oxidation zu schützen. Die Enzyme in den Beeren bilden etwa 1,5 % Ethanol, Glycerin und Bernsteinsäure; Äpfelsäure wird abgebaut. Diese Lösungsmittel extrahieren daraufhin wiederum die Farbstoffe aus der Beerenhaut und Polyphenole aus den Kernen. Die extrahierten Beeren erscheinen milchig weiß und platzen unter dem Druck der entstandenen CO2-Bildung auf. Der Vorgang wurde bereits von Louis Pasteur als intrazelluläre Gärung beschrieben. 
Anstelle einer künstlichen Schutzgasatmosphäre kann auch eine Mischform der Technologien eingesetzt werden. Hierzu wird dann ein Teil der Trauben konventionell entrappt, gemaischt und vergoren. Die entstehende Gärungskohlensäure verdrängt dann den Sauerstoff nach oben. Dieser Anteil kann bis zu 50 % betragen. Eine solche Mischform nennt man macération semi-carbonique. 
Für die Kohlensäuremaischung verwendete Trauben sollten eine weiche Beerenhaut haben, die diese Technologie unterstützt. Dies hat ebenfalls Einfluss auf den späteren Weintyp.
Die weitere Weinbereitung verläuft nach konventionellen kellertechnischen Verfahren.

## Weintyp
Der hierdurch entstehende Weintyp ist eher fruchtig und leicht und nicht so stark tanninbetont wie die sonst in Frankreich verbreiteten Weintypen. Dies hat den Vorteil, dass er sehr schnell konsumfähig ist. Eine lange Reifezeit zur Einbindung der Tannine ist nicht erforderlich. Schon sechs Wochen nach der Lese ist das Produkt trinkfähig und wird abgefüllt. Die Weine leben von ihrer Frische und sollten daher rasch getrunken werden.
Die mittels Kohlensäuremaischung erzeugten Weine weisen typische Aromakomponenten auf, die von Inhaltsstoffen wie Acetaldehyd, bestimmten Aminosäuren, Essigsäureethylester, Glycerin und Methanol herkommen, die in größeren Mengen als üblich entstehen. Glycerin z. B. kann in einer bis zu zehnfach erhöhten Konzentration vorliegen.

## Probleme bei der Vinifikation
Zunächst müssen die Trauben sehr schonend ohne Verletzung der Beerenhaut eingelagert werden. Die Spontangärung kann unerwünschten Mikroorganismen Vorteile bringen, die im späteren Wein für Fehltöne sorgen. Nebenprodukte des geschilderten Stoffwechsels sind flüchtige Phenolverbindungen, die stark nach Bananen und tropischen Früchten riechen, man spricht auch von „Bonbon-Ton“.

## Geschichte
Die macération semi-carbonique war vermutlich schon immer Bestandteil der önologischen Verfahren, da die Traubenverarbeitung bei einigen Winzern einen Engpass bildete, bzw. nicht konsequent gehandhabt wurde. In ihrer reinen Form wurde sie im Jahre 1934 in Frankreich zufällig entdeckt, als Wissenschaftler untersuchten, wie lange bzw. über welchen Zeitraum Tafeltrauben frisch gehalten werden können. Dabei wurden die Trauben unter der oben genannten Kohlendioxid-Schutzgashülle bei Temperaturen um 0 °C aufbewahrt. Nach zwei Monaten begannen die Trauben trotzdem zu gären. Der daraus erzeugte Wein war heller, fruchtiger und weniger tanninbetont als bei der herkömmlichen Maische-Gärung.